# Gliese 3
Gliese 3 is een oranje dwerg in het sterrenbeeld Toekan op 53,5 lichtjaar van de zon. De ster heeft een grote eigenbeweging van meerdere honderden milliarcseconden per jaar. Gliese 3 is zo'n 3 keer zo zwaar als aarde, maar hij is maar een klein beetje groter. Gliese 3 is een van de mogelijke planeten waar de mensheid naar toe zal 'verhuizen'